# FDMA
FDMA, en anglès Frequency Division Multiple Access és un mètode d'accés múltiple per a canals de comunicacions.
L'accés múltiple significa que volem compartir el medi entre diversos usuaris i la divisió en freqüència descriu de quina forma volem compartir el canal, en aquest cas situant els usuaris a diferents freqüències en l'espectre ràdio.
En un escenari FDMA la banda de radiofreqüència que usa el nostre sistema és dividida en diversos fragments, cada un dels fragments és proporcionat a un usuari perquè aquest pugui transmetre amb un nivell d'interferències acceptable el seu senyal modulat.
Un dels sistemes en què s'usa la FDMA és el GSM, el sistema de telefonia mòbil de segona generació europeu que finalment ha arribat a una escala mundial. Aquest es complementa amb un mecanisme que canvia de canal segons les diferents necessitats de la xarxa, conegut en anglès com frequency hopping o "salts en freqüència".
La seva primera aparició en la telefonia mòbil va ser en els equips de telecomunicació de primera generació (anys 1980), sent de baixa qualitat de transmissió i una pèssima seguretat. La velocitat màxima de transferència de dades va ser 240 bauds.

## Característiques
- Tecnologia molt experimentada i fàcil d'implementar.
- Gestió de recursos rígida i poc apta per a fluxos de trànsit variable.
- Requereix duplexor d'antena per la transmissió dúplex.
- S'assignen canals individuals per a cada usuari.
- Els canals són assignats d'acord a la demanda.
- Normalment el FDMA es combina amb el multiplexing FDD.
- Perd capacitat.

## Multiplexació per divisió de freqüència
La multiplexació per divisió de freqüència (MDF) o (FDM), de l'anglès Frequency Division Multiplexing, és un tipus de multiplexació utilitzada generalment en sistemes de transmissió analògics. La forma de funcionament és la següent: es converteix cada font de diverses, que originalment ocupaven el mateix espectre de freqüències, a una banda diferent de freqüències, i es transmet en forma simultània per un sol mitjà de transmissió. Així es poden transmetre molts canals de banda relativament estreta per un sol sistema de transmissió de banda ampla.
El FDM és un esquema anàleg de multiplexat; la informació que entra a un sistema FDM és analògica i roman analògica durant tota la seva transmissió. Un exemple de FDM és la banda comercial d'AM, que ocupa un espectre de freqüències de 535 a 1605 kHz. Si es transmetés l'àudio de cada estació amb l'espectre original de freqüències, seria impossible separar una estació de les altres. En lloc d'això, cada estació modula per amplitud una freqüència diferent de portadora, i produeix un senyal de doble banda lateral de 10kHz.
Hi ha moltes aplicacions de FDM, per exemple, la FM comercial i les emissores de televisió, així com els sistemes de telecomunicacions d'alt volum. Dins de qualsevol de les bandes de transmissió comercial, les transmissions de cada estació són independents de les altres.
Una variant de MDF és la utilitzada en fibra òptica, on es multiplexen senyals, que poden ser analògiques o digitals, i es transmeten mitjançant portadores òptiques de diferent longitud d'ona, donant lloc a l'anomenada multiplexació per divisió de longitud d'ona, o WDM de l'anglès Wavelength Division Multiplexing.